# Abeurador del nou camí a l'Atalaia i Bassa dels Horts
L'Abeurador del nou camí a l'Atalaia i Bassa dels Horts és una obra de Rupià (Baix Empordà) protegida com a bé cultural d'interès local.

## Descripció
Pels voltants del Camí de la Font, entre Can Gran i la Llobatera, s'hi identifica una important infraestructura hidràulica, com mines, canals, basses; a més de tanques, abeuradors, fonts. L'abeurador del nou camí a l'Atalaia i la Bassa dels Horts formen part d'aquest conjunt. L'abeurador, concretament, és una construcció més o menys rectangular, formada per grans lloses de pedra.